# اسپارتاکو باندینلی
اسپارتاکو باندینلی (انگلیسی: Spartaco Bandinelli; ۲۷ مارس ۱۹۲۱ – ۱۷ فوریهٔ ۱۹۹۷) بوکسور اهل ایتالیا بود.